# 双庙李站
雙廟李站是郑州地铁郑许线的地铁车站，位于中华人民共和国河南省许昌市长葛市雙廟李村航興路與常盛大道交叉口。该站于2023年12月28日随郑许线开通初期运营而正式启用。

## 车站结构
本站为高架车站，地面层为站厅层，地上2层为站台层，设2座岛式站台。其中西侧站台面供下行（许昌东方向）列车使用，东侧站台面供上行（长安路北方向）列车使用。
| 地上2层 | █ 郑许线 | 未啟用                       |
| 地上2层 | 岛式站台 |                              |
| 地上2层 | █ 郑许线 | 往长安路北 （八千）          |
| 地上2层 | █ 郑许线 | 往许昌东 （大周）            |
| 地上2层 | 岛式站台 |                              |
| 地上2层 | █ 郑许线 | 未啟用                       |
| 地面层  | 站厅     | 出入口、客服中心、自动售票机 |

## 车站出口
雙廟李站共有A、B、C、D共4个出入口，分别位于车站站房的东南、西南、西北、东北四个方位。
| 编号 | 指示 | 建议前往的目的地 | 图片 |
| ---- | ---- | ---------------- | ---- |
|      |      |                  |      |
|      |      |                  |      |
|      |      |                  |      |
|      |      |                  |      |